# Alexander Richardson (Bobfahrer)
Alexander Whitmore Colquhoun Richardson (* 11. Mai 1887 in Gerrards Cross, Buckinghamshire; † 22. Juli 1964 in Lymington) war ein britischer Bobfahrer und Olympiateilnehmer von 1924. 
Gemeinsam mit Ralph Broome, Thomas Arnold und Rodney Soher gewann Alexander Richardson im Bob Großbritannien II Silber bei den I. Olympischen Winterspielen 1924 in Chamonix.